# Phorotrophus bivittatus
Phorotrophus bivittatus là một loài tò vò trong họ Ichneumonidae.